# ساندي تشبولار
ساندي تشبولار (بالسلوفينية: Sandi Čebular)‏ مواليد 24 يونيو 1986 في تسليه، جمهورية يوغوسلافيا الاشتراكية الاتحادية، هو لاعب كرة سلة سلوفيني. بدأ مسيرته الاحترافية في سنة 2002. يحمل الرقم 12.

## المسيرة الاحترافية
لعب مع نادي أوليمبيا لكرة السلة في موسم 2006–2007، ثم لعب مع نادي دومدجالي لكرة السلة في موسم 2011–2012، ثم لعب مع نادي بيناس ويسكا لكرة السلة في الدوري الإسباني في موسم 2012–2013، ثم لعب مع نادي كركا لكرة السلة في سنة 2016.

## روابط خارجية
- ساندي تشبولار على موقع الاتحاد الدولي لكرة السلة (الإنجليزية)
- ساندي تشبولار على موقع كرة السلة الأوروبية.كوم (الإنجليزية)
- ساندي تشبولار على موقع ريلجم (الإنجليزية)
- ساندي تشبولار على موقع بروبوليرز (الإنجليزية)
- ساندي تشبولار على موقع سبورتس رفرنس (الإنجليزية)